# إيثر جاريل
إيثر جاريل (بالفرنسية: Esther Garrel) هي ممثلة فرنسية، ولدت في 18 فبراير 1991 بباريس في فرنسا.

## أعمال

### أفلام
- (2011)  ذكريات من منزل الدعارة[5]
- (2017) نادني باسمك

## وصلات خارجية
- إيثر جاريل على موقع IMDb (الإنجليزية)
- إيثر جاريل على موقع ألو سيني (الفرنسية)
- إيثر جاريل على موقع أول موفي (الإنجليزية)
- إيثر جاريل على موقع قاعدة بيانات الفيلم (الإنجليزية)
- إيثر جاريل على موقع كينوبويسك (الروسية)